# Can Vendrell (Hostalric)
Can Vendrell és una casa entre mitgeres del nucli urbà d'Hostalric (Selva) que forma part de l'Inventari del Patrimoni Arquitectònic de Catalunya.

## Descripció
És un edifici de planta rectangular consta de planta baixa, dos pisos i terrat. A la planta baixa hi ha un portal de tipus romà i una finestra amb una reixa de ferro forjat (envoltades per motllures de guix). El primer i el segon pis que estan separats per una cornisa, segueixen la mateixa estructura d'un gran balcó, sostentat falsament per mènsules i dos finestrals (envoltats per motllures de guix). El terrat té una barana feta d'obra i arrabossada, i està decorada per tres copes amb motius vegetals. És una casa comprada per Josep Ribas el 1984.